# ファラオの一覧

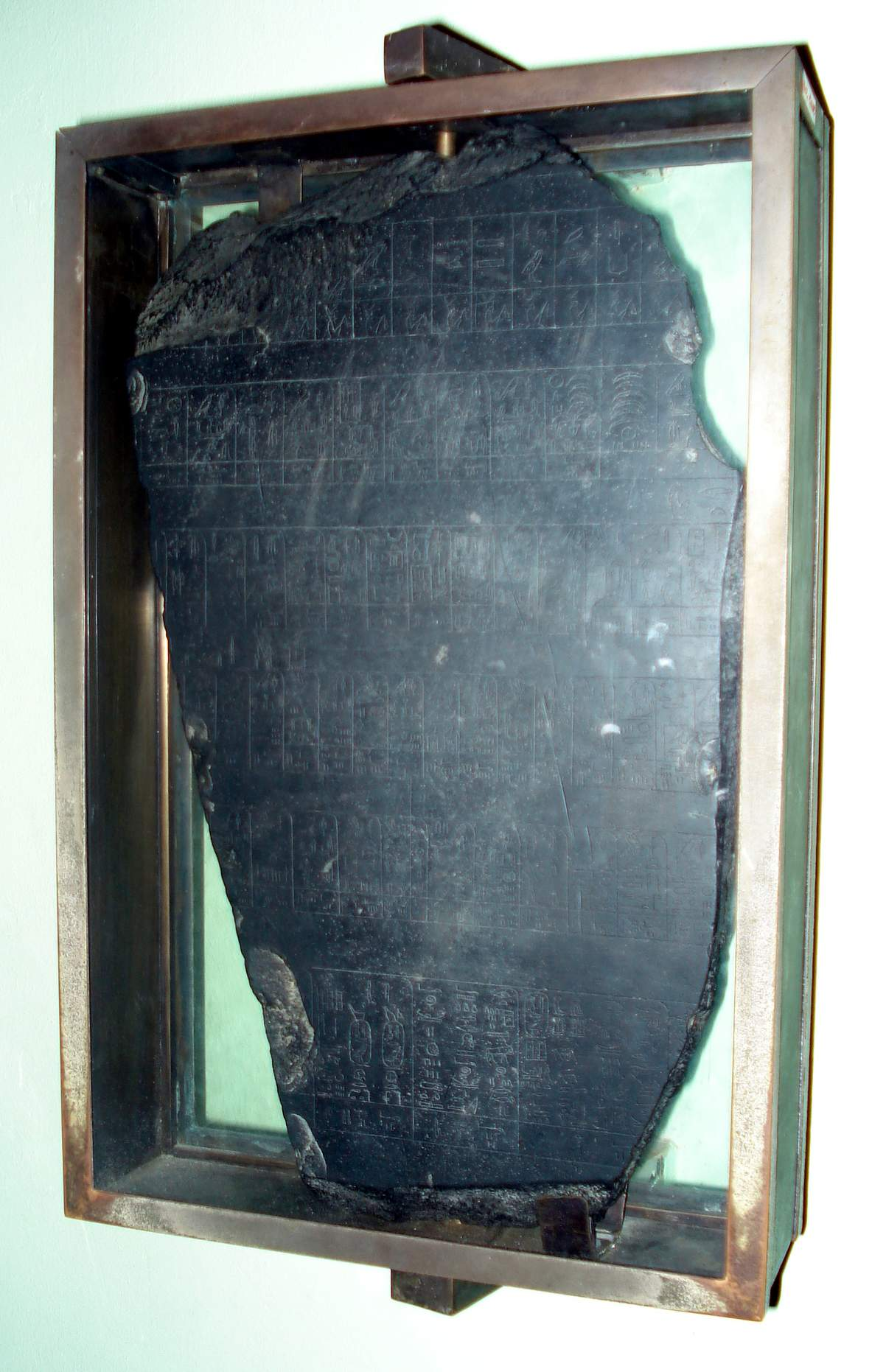
現存する碑文としては最初期のものであるパレルモ石。上記はパレルモ博物館の最も大きなもの。この他に断片がカイロ博物館、ピートリー博物館などにある。第5王朝の頃に作られたとされ、初期王朝時代後期から第5王朝のネフェリルカラーまでの王名が記録されている。

ファラオの一覧（ファラオのいちらん）は、紀元前3000年前から始まる古代エジプトを統治したファラオの一覧である。

## 前提

### 本稿の記述について
これまで、ファラオの一覧は帝国時代に書かれたトリノ・パピルスや、紀元前3世紀の歴史家マネトの記した『エジプト史』、セティ1世の葬祭殿やパレルモ石に残されたファラオのリストなど、様々な過去の遺物を資料としてその調査研究が進められているが、これらの情報はいずれも断片的であり、相互に矛盾する点も多いため参考文献や資料によってその内容は大きく異なる。
本稿に記すファラオの一覧は特に脚注の無い箇所については基本的にエジプト考古学者ピーター・クレイトンが著した『古代エジプト ファラオ歴代誌』と - ジョン・E・モービー の『世界歴代王朝王名総覧』を元に書き起こし、補完情報や記述の異なる情報については別途脚注で出典・説明を加えるものとする。また、資料の少ない第一中間期および第二中間期のファラオについては系図の復元が難しく、現在も議論が継続しているため、比較的新しい邦訳資料であるエイダン・ドドソンの『全系図付エジプト歴代王朝史』の記述も参考にする。尚、一覧中の日本語表記ならびに英語表記に関しては吉村作治の『古代エジプトを知る事典』に倣った。

### 年代の分類について
年代の分類についてもファラオの一覧と同様、資料によってまちまちであり、本稿はクレイトンの分類を元にしている。マネトはエジプトが統一されたと考えられる紀元前4000年期末からアレキサンダー大王に征服される紀元前332年までの期間を30の王朝に分割しており、現代のエジプト史研究もそれが基礎となっている。紀元前343年からの第31王朝を第2次ペルシア支配、紀元前332年からのマケドニア王国による支配とプトレマイオス朝の時代を第32王朝とする場合もある。
年代そのものについては、地中海文明とのつながりができた紀元前664年の第26王朝プサムテク1世の時代から確かなものであるとされており、それ以前の年代は20年から200年の単位で誤差が生じている可能性があるとクレイトンは述べている。

## 初期王朝時代

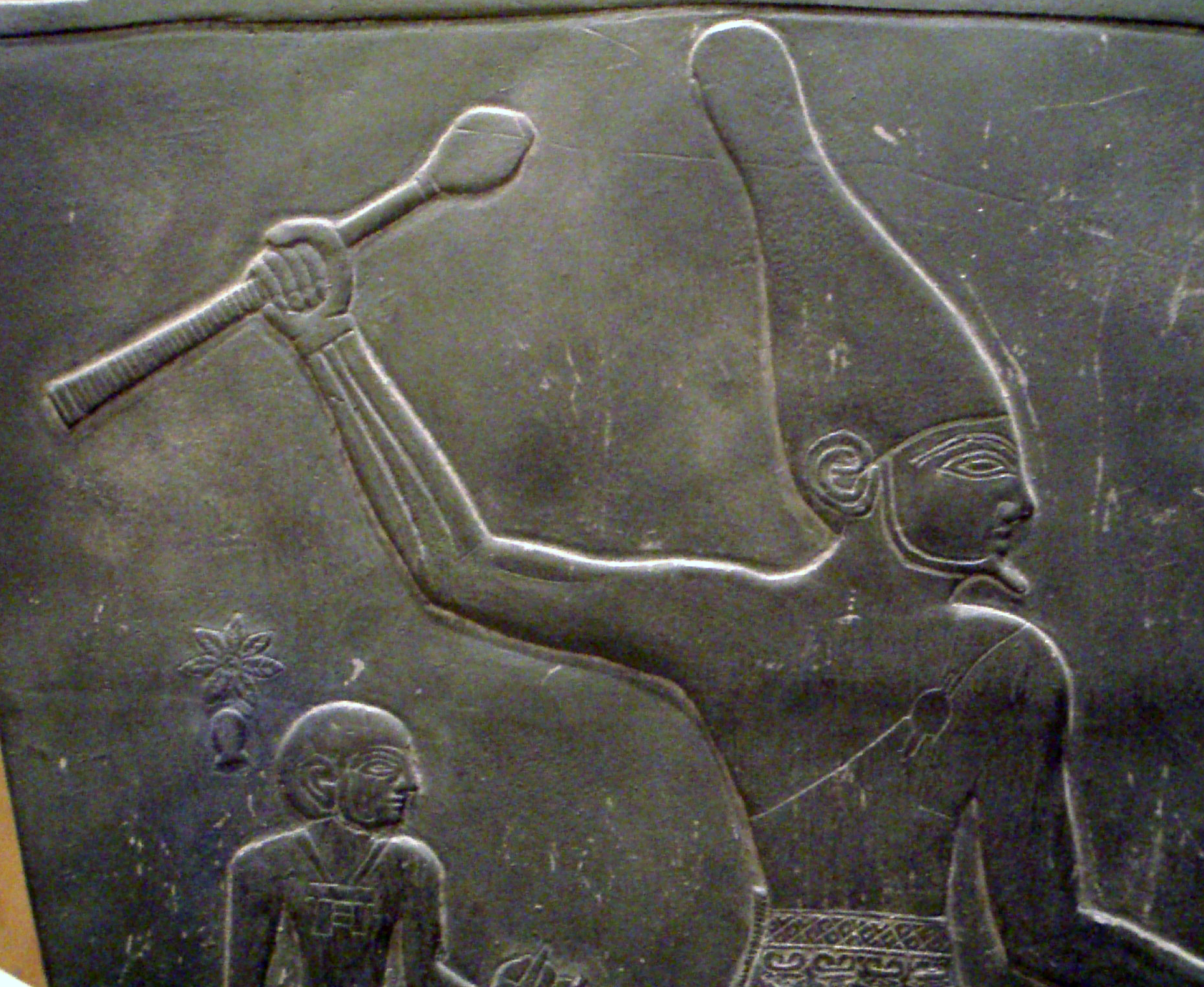
古代エジプトを統一した最初のファラオとされるナルメル。

初期王朝時代は黎明期と呼ばれる紀元前3150年から3050年頃までの第1王朝以前と、第2王朝が終わる紀元前2686年頃までの二つに分けることができる。黎明期は先王朝時代の各王朝（紀元前5000年頃から興った上下エジプトの王朝）を統一した年代とされており、一般にはナルメルがその創始者であるとされる。また、別の王として上エジプトのヒエラコンポリスで発見された儀礼用鉾（メイスヘッド）にサソリの絵と共に描かれた名前のわからないファラオ（スコルピオン）がおり、この二人が同一人物なのかどうかは不明である。さらに、マネトによればエジプトを統一したのはメネスであるとしており、ナルメルやスコルピオンとメネスが同一人物なのかどうかについても結論が出ていない。
ナルメルの後継者として次の王となったのが王妃ネイトへテプとの間に設けたとされるホル・アハで、上下エジプトの統一王名（ネブティ名）として「メン」という名を持っている。「メン」は「樹立された」を意味する言葉で、彼の建設した首都メンフィスにもその名を見ることができる。また、マネトの言う最初の統一王朝の王「メネス」とも通じることからホル・アハをメネスであるとする研究者も多い。
ホル・アハの後継となったジェル（アトティス）の治世は、57年の長きに渡っているとされ、アビドスに作られたジェルの墓の周辺には300人以上の家臣の殉葬墓がある。その後はジェト（ワジ）が統治したとされるが、ジェルの王妃メルネイトは、アビドスの墓の調査などからジェルとジェトの統治期間の間に単独または短期間の摂政政治を行った可能性が指摘されている。ただし、マネトは女性が王位に就くことが認められたのは第2王朝のニネチェルの時代以降であるとしている。
デンの時代には出土した象牙ラベルに「初めて東を懲らしめる」と記されており、アジア人との接触が確認できる。アネジブ（ミエビドス）の時代には王家は南北に分かれて大きく争った。その後争いはおさまり、セメルケトの治世に入るが、サッカラにあるテンロイの墓から出土した王名表（サッカラ王名表）にはその名が載せられておらず、いくつかの出土品からアネジブの名を抹消していることなどから、セメルケトは王位の簒奪者であったとする説もある。
第1王朝の最後の王はカアであるが、マネトはその名をビエネケスとしており、その他にも統治を行った王が存在する可能性もある。
マネトは第2王朝は9人の王によって302年間統治されたとしている。しかし、現存する他の史料や文献などから多くても第2王朝の王は6人、統治期間は200年弱であるというのが一般的な見解となっている。ヘテプセケムイ、ラネブ、ニネチェルの統治についてはほとんど知られていない。
6番目にセケムイブという名で即位したセト・ペルイブセンの時代には南北の勢力争いが再び激化し、内乱の時代となったとされている。これはホルスとセトの神話的対立の名の下に起こった争いで、セケムイブはセト派に肩入れし、そのホルス名をセト・ペルイブセンに改め、国家規模でホルス神信仰からセト神信仰への改宗が行われた。
第2王朝最後の王であったカセケムイの前に、カセケムという名の王がいたとする場合もある。一方でこの二人は同一人物でセト・ペルイブセンの時代に乱れた国土を統一したカセケムが「二つの力強いものの出現」を意味するカセケムイへと名を変えたとする説もある。
| 王朝名  | 在位（年）        | 王名（英字表記）                               | 即位名                   |
| ------- | ----------------- | ---------------------------------------------- | ------------------------ |
| 黎明期  | ?                 | スコルピオン1世(Scorpion)                      | －                       |
| 黎明期  | ?                 | イリホル(Iry-Hor)                              | イリホル                 |
| 黎明期  | ?                 | カー(Ka)                                       | カー                     |
| 黎明期  | 前3150 - 3125年頃 | スコルピオン2世(Scorpion II)                   | －                       |
| 第1王朝 | 前3125 - 3062年頃 | ナルメル(Narmer)                               | ナルメル（ホルス名)      |
| 第1王朝 | 前3062 - 3000年頃 | ホル・アハ(Hor-Aha)                            | ホル・アハ(ホルス名)     |
| 第1王朝 | 前3000 - 2999年頃 | ジェル(Djer)                                   | ジェル(ホルス名)         |
| 第1王朝 | 前2999 - 2977年頃 | ジェト(Djet)                                   | ジェト(ホルス名)         |
| 第1王朝 | 前2977 - 2951年頃 | デン(Den)                                      | デン(ホルス名)           |
| 第1王朝 | 前2951 - 2925年頃 | アネジイブ(Anedjib)                            | アネジブ(ホルス名)       |
| 第1王朝 | 前2925 - 2916年頃 | セメルケト(Semerkhet)                          | セメルケト(ホルス名)     |
| 第1王朝 | 前2916 - 2890年頃 | カア(Qa'a)                                     | カア(ホルス名)           |
| 第2王朝 | 前2890 - 2847年頃 | ヘテプセケメイ(Hotepsekhemwy)                  | ヘテプセケムイ(ホルス名) |
| 第2王朝 | 前2847 - 2808年頃 | ラーネブ(Raneb)                                | ラーネブ(ホルス名)       |
| 第2王朝 | 前2808 - 2761年頃 | ニネチェル(Nynetjer)                           | ニネチェル(ホルス名)     |
| 第2王朝 | 前2761 - 2753年頃 | ウェネグ(Weneg)                                | －                       |
| 第2王朝 | 前2753 - 2733年頃 | セネド（Senedj）                               | －                       |
| 第2王朝 | 前2733 - 2716年頃 | セト・ペルイブセン(Seth-Peribsen)              | セケムイブ(ホルス名)     |
| 第2王朝 | 前2716年頃        | セケムイブ・ペルエンマート(Sekhemib-Perenmaat) | －                       |
| 第2王朝 | 前2716 - 2686年頃 | カセケムイ(Khasekhemwy)                        | カセケム(ホルス名)       |

## 古王国時代

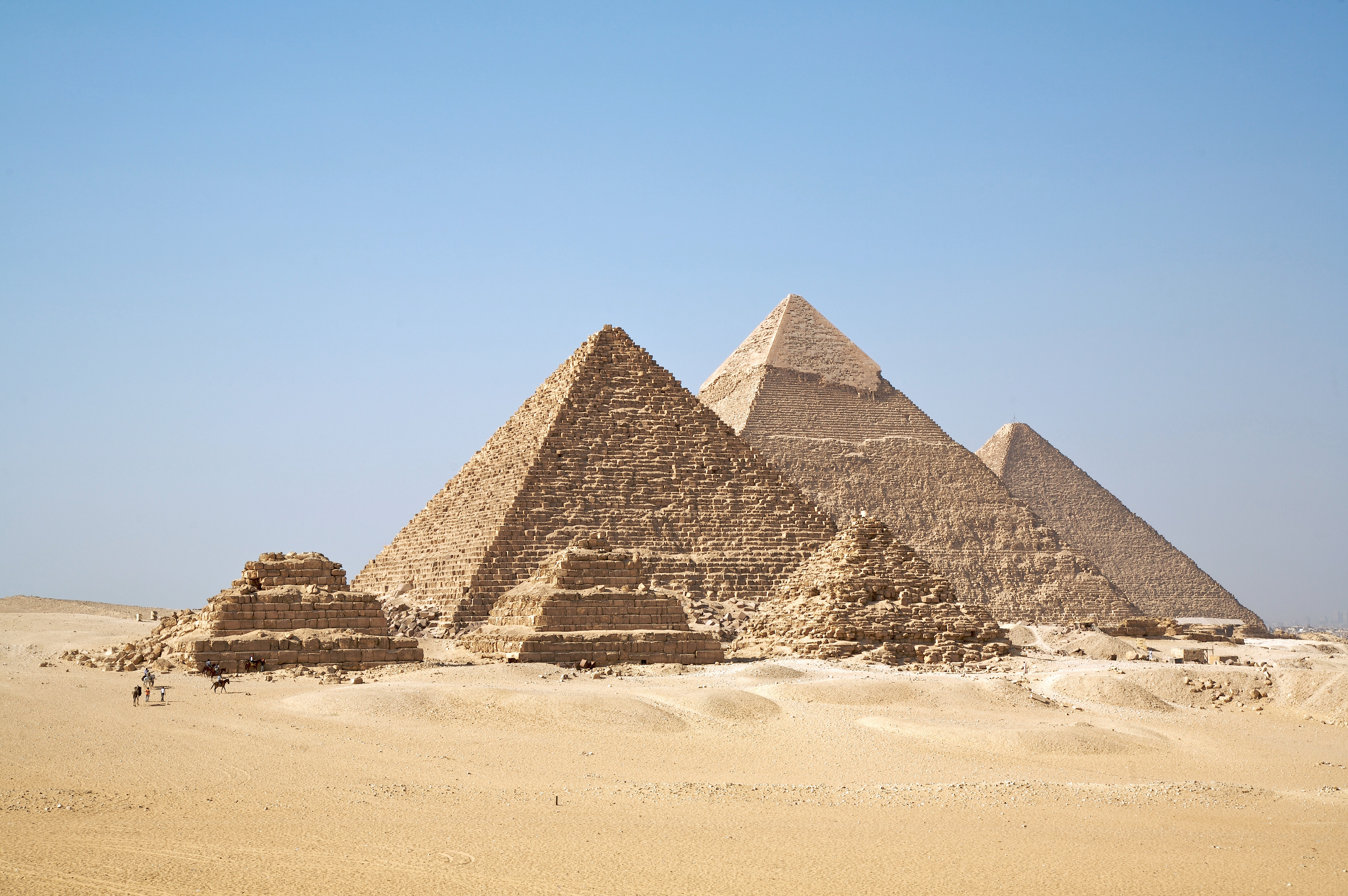
ギザの3大ピラミッド。右からクフ王、カフラー王、メンカウラー王のもの。大型で精緻なピラミッドの多くは第4王朝時代に登場した。

メンフィスを中心として中央集権国家体制が確立された第3〜第6王朝の期間を古王国時代と呼ぶ。マネトによれば第3王朝は8人の王によって200年近い統治期間があったとされていたが、実際には5人の王によって紀元前2686年頃から2613年頃の統治期間であったとするのが有力となっている。最も知られているのは2代目ファラオとなったジェセルで、後にエジプト文明の象徴ともなった大型建築物の創造に着手したことによる。今日では、ジェセルがサッカラに築いたピラミッドと周辺の葬祭複合体は世界最古の石造り建築物とみなされている。
古代エジプトを象徴する巨石建造物であるピラミッドの造営が始められたのはジェセル王の時代からで、第4王朝に入ると技術の発展とともにその規模は増大した。
ファラオという地位の概念も時代を追う毎に変化を続け、次第に神格化していきホルス神の化身であるとされるようになった。この考えは第5王朝以降には太陽神ラーの息子であるとされるようになった。しかし王朝の版図が広がるにつれ、地方の官僚たちが力をつけるようになり、中央の統率力が弱くなっていく。第6王朝の頃には政治権力が分極化し、無政府状態となり、繁栄を極めた古王国時代は終わりを告げた。
| 王朝名  | 在位（年）        | 王名（英字表記）              | 即位名                 |
| ------- | ----------------- | ----------------------------- | ---------------------- |
| 第3王朝 | 前2686 - 2668年頃 | サナクト(Sanakht)             | サナクト(ホルス名)     |
| 第3王朝 | 前2668 - 2649年頃 | ジェセル(Djoser)              | ネチェリケト(ホルス名) |
| 第3王朝 | 前2649 - 2643年頃 | セケムケト(Sekhemkhet)        | セケムケト(ホルス名)   |
| 第3王朝 | 前2643 - 2637年頃 | カーバー(Khaba)               | カーバー(ホルス名)     |
| 第3王朝 | 前2637 - 2613年頃 | フニ(Huni)                    | カーヘジェト(ホルス名) |
| 第4王朝 | 前2613 - 2589年頃 | スネフェル(Sneferu)           | －                     |
| 第4王朝 | 前2589 - 2566年頃 | クフ(Khufu)                   | －                     |
| 第4王朝 | 前2566 - 2558年頃 | ジェドエフラー(Djedefre)      | －                     |
| 第4王朝 | 前2558 - 2532年頃 | カフラー(Khafra)              | －                     |
| 第4王朝 | 前2532年頃        | バカ(Baka)                    | －                     |
| 第4王朝 | 前2532 - 2504年頃 | メンカウラー(Menkaura)        | －                     |
| 第4王朝 | 前2504 - 2500年頃 | シェプスセスカフ(Shepseskaf)  | －                     |
| 第4王朝 | 前2500 - 2498年頃 | ジェドエフプタハ(Djedefptah)  | －                     |
| 第5王朝 | 前2498 - 2491年頃 | ウセルカフ(Userkaf)           | －                     |
| 第5王朝 | 前2491 - 2477年頃 | サフラー(Sahure)              | －                     |
| 第5王朝 | 前2477 - 2467年頃 | ネフェリルカラー(Neferirkare) | ネフェリルカラー       |
| 第5王朝 | 前2467 - 2460年頃 | シェプセスカラー(Shepseskare) | －                     |
| 第5王朝 | 前2460 - 2453年頃 | ネフェルエフラー(Neferefre)   | －                     |
| 第5王朝 | 前2453 - 2422年頃 | ネウセルラー(Niuserre)        | ネウセルラー           |
| 第5王朝 | 前2422 - 2414年頃 | メンカウホル(Menkauhor)       | メンカウホル           |
| 第5王朝 | 前2414 - 2375年頃 | ジェドカラー(Djedkare)        | ジェドカラー           |
| 第5王朝 | 前2375 - 2345年頃 | ウナス(Unas)                  | －                     |
| 第6王朝 | 前2345 - 2333年頃 | テティ(Teti)                  | －                     |
| 第6王朝 | 前2333 - 2332年頃 | ウセルカラー(Userkare)        | －                     |
| 第6王朝 | 前2332 - 2283年頃 | ペピ1世(Pepi I)               | メリラー               |
| 第6王朝 | 前2283 - 2278年頃 | メルエンラー1世(Merenre I)    | メルエンラー           |
| 第6王朝 | 前2278 - 2184年頃 | ペピ2世(Pepi II)              | ネフェルカラー         |
| 第6王朝 | 前2184 - 2184年頃 | メルエンラー2世(Merenre II)   | ネムティエムサク       |
| 第6王朝 | 前2184 - 2181年頃 | ネチェルカラー(Netjerkare)    | サプタハ               |

## 第1中間期
第6王朝による統治が終わった頃よりエジプトは中央集権制が瓦解し、約140年の戦乱の時代、所謂第1中間期を迎えることとなる。この時代の資料も非常に不明瞭な点が多く、具体的にどのようなファラオが存在したかについてはあまり判っていない。第7王朝は70人ほどのファラオからなったとマネトは記しており、また第8王朝はアビドス王名表には17人の王の名が記されているが、実質的統治を行った王として裏付けのあるのはウアジカラー、カカラー・イビィのみとなる。
第8王朝崩壊後はヘラクレオポリスに興った第9王朝を創始したメリイブラーの一族によって一時全土が統一されたが、この統治は約30年で終了し、ヘラクレオポリスを拠点とする第10王朝とテーベを拠点とする第11王朝の対立の時代（南北朝時代）が始まる。
その後、第11王朝のメンチュヘテプ2世によってエジプト再統一がなされ、混沌の時代はようやく終わりを告げた。
| 王朝名          | 在位（年）                 | 王名（英字表記）                     | 即位名                            |
| --------------- | -------------------------- | ------------------------------------ | --------------------------------- |
| 第7王朝 第8王朝 | ?                          | メンカラー(Menkare)                  |                                   |
| 第7王朝 第8王朝 |                            | ネフェルカラー2世(Neferkare II)      |                                   |
| 第7王朝 第8王朝 |                            | ネビイ(Neferkare (III) Neby)         | ネフェルカラー3世                 |
| 第7王朝 第8王朝 |                            | シェマイ(Djedkare Shemai)            | ジェドカラー                      |
| 第7王朝 第8王朝 |                            | ケンドゥ(Neferkare (IV) Khendu)      | ネフェルカラー4世                 |
| 第7王朝 第8王朝 | メルエンホル(Merenhor)     |                                      |                                   |
| 第7王朝 第8王朝 | ネフェルカミン(Neferkamin) |                                      |                                   |
| 第7王朝 第8王朝 | ニカラー1世(Nikare I)      |                                      |                                   |
| 第7王朝 第8王朝 |                            | テレルウ(Neferkare (V) Tereru)       | ネフェルカラー5世                 |
| 第7王朝 第8王朝 | ネフェルカホル(Neferkahor) |                                      |                                   |
| 第7王朝 第8王朝 |                            | ペピセネブ(Neferkare (VI) Pepiseneb) | ネフェルカラー6世                 |
| 第7王朝 第8王朝 |                            | アヌウ(Neferkamin Anu)               | ネフェルカミン                    |
| 第7王朝 第8王朝 | 前2169 - 2167年頃          | イビイ(Qakare Ibi)                   | カカラー                          |
| 第7王朝 第8王朝 | 前2167 - 2163年頃          | ネフェルカウラー(Neferkaure)         |                                   |
| 第7王朝 第8王朝 | 前2163 - 2161年頃          | クウィハピ(Neferkauhor Khuwihapi)    | ネフェルカウホル                  |
| 第7王朝 第8王朝 | 前2161 - 2160年頃          | ウアジカラー(Wadjkare)               |                                   |
| 第9王朝         | 前2160年頃? - 2140         | ケティ1世(Khety I)                   | メリイブラー                      |
| 第9王朝         | 前2140年頃?                | カーネフェルラー?(Kaneferre)         | ネフェルカラー7世                 |
| 第9王朝         | ?                          | ケティ2世(Nebkaure II)               | ネブカウラー                      |
| 第9王朝         | ?                          | セトト(Setut)                        |                                   |
| 第10王朝        | 前2130年頃? - ?            | メリハトホル(Meryhathor)             |                                   |
| 第10王朝        | ?                          | ?                                    | ネフェルカラー8世(Neferkare VIII) |
| 第10王朝        | 前2125年頃? - 前2075年頃?  | ケティ3世(Khety III)                 | ワハカラー                        |
| 第10王朝        | 前2075年頃? - 前2040年頃?  | メリカラー(Merikare)                 |                                   |
| 第11王朝        | 前2134年頃?                | メンチュヘテプ1世(Mentuhotep I)      |                                   |
| 第11王朝        | 前2134 - 2117年頃          | アンテフ1世(Intef I)                 | セヘルタウイ（ホルス名）          |
| 第11王朝        | 前2117 - 2069年頃          | アンテフ2世(Intef II)                | ウアフアンク                      |
| 第11王朝        | 前2069 - 2060年頃          | アンテフ3世(Intef III)               | ナクトネブテプネフェル            |

## 中王国時代
メンチュヘテプ2世によって南北王朝は統一を見せ、紀元前2060年ごろより中王国時代が始まった。以後、テーベは1000年の間、エジプトの政治の中心として栄え、守護神アメンを信仰する国家がエジプトを支配した。
統一を成し遂げた第11王朝の諸王は中央集権政治の再生を目指したがアメンエムハト1世のクーデターによって倒れ、紀元前1991年ごろ第12王朝が成立した。アメンエムハト1世は地方有力貴族に各地方知事の地位を与えて自由裁量権を認め、一方で首都をテーベからラーフーンへと移し、王権復古のための経済的基盤の強化に着手した。この時代には対外交易も活発になり、ビュブロス、クレタ、プント、シナイなどへしばしば通商隊が派遣されている。また、ヌビア遠征などの領土拡大も試みられ、センウセレト3世の時代には第2急湍地方まで領土を拡大している。
第12王朝最後のファラオとして統治したのは女王であったセベクネフェルであるが、クレイトンはこの事実について「女性が王位継承したという事実は後継者に問題があった可能性がある」と指摘している。
| 王朝名   | 在位（年）                          | 王名（英字表記）                  | 即位名           |
| -------- | ----------------------------------- | --------------------------------- | ---------------- |
| 第11王朝 | 前2060 - 2010年頃                   | メンチュヘテプ2世(Mentuhotep II)  | ネブヘペトラー   |
| 第11王朝 | 前2010 - 1998年頃                   | メンチュヘテプ3世(Mentuhotep III) | スアンクカラー   |
| 第11王朝 | 前1997 - 1991年頃                   | メンチュヘテプ4世(Mentuhotep IV)  | ネブタウイラー   |
| 第12王朝 | 前1991 - 1962年頃                   | アメンエムハト1世(Amenemhat I)    | セヘテプイブラー |
| 第12王朝 | 前1971 - 1926年頃                   | センウセレト1世(Senusret I)       | ケペルカラー     |
| 第12王朝 | 前1929 - 1895年頃                   | アメンエムハト2世(Amenemhat II)   | ネブカウラー     |
| 第12王朝 | 前1897 - 1878年頃                   | センウセレト2世(Senusret II)      | カーケペルラー   |
| 第12王朝 | 前1878 - 1841年頃                   | センウセレト3世(Senusret III)     | カーカウラー     |
| 第12王朝 | 前1842 - 1797年頃/前1860 - 1814年頃 | アメンエムハト3世(Amenemhat III)  | ニマアトラー     |
| 第12王朝 | 前1798 - 1786年頃/前1815 - 1806年頃 | アメンエムハト4世(Amenemhat IV)   | マアケルウラー   |
| 第12王朝 | 前1785 - 1782年頃/前1806 - 1802年頃 | セベクネフェル(女王)(Sobekneferu) | セベクカラー     |

## 第2中間期
第13王朝以降は再び動乱のエジプト第2中間期に位置付けられているが、13王朝半ばまでは比較的平和な時代が続き、中央集権制度も維持されていた。その一方で、王権は徐々に形骸化し、末期には地方の貴族が再び力を保持し始める。
下エジプトではパレスティナ地域から移住してきた人々のコミュニティが形成され、やがて第14王朝が興って東デルタ地域を支配したが、それも飢饉や疫病などに見舞われて半世紀程で衰退、その後は新たにエジプトに侵入したヒクソスがエジプト北部に生じた政治的な空白を埋める。ヒクソスは積極的に支配を拡大し、第15王朝と、その宗主下に追随する諸侯の連合である第16王朝を樹立した。
土着のエジプト人は第13王朝を解体して上エジプトに本拠を移し、第17王朝を興した。テーベを都とするこの政権はヒクソスとの共存を図り概ね成功していたが、しばしば激しい対立も起きており、前1600年頃には一時的にテーベを占領され、宗主権を認めざるを得ない状況にまで追い込まれている。そのため断絶した前期の政権を第16王朝、ヒクソス撤退後に復興した後期の政権を第17王朝と呼ぶ場合もある。この不安定な情勢はイアフメス1世によってヒクソスが追放され、統一がなされる紀元前1570年ごろまで続いた。
| 王朝名                          | 在位（年）                | 王名（英字表記）                                          | 即位名                                       |
| ------------------------------- | ------------------------- | --------------------------------------------------------- | -------------------------------------------- |
| 第13王朝                        | 前1802 - 1800年頃         | セベクヘテプ1世(Sobekhotep I)                             | セケムラークタウィ                           |
| 第13王朝                        | 前1800 - 1796年頃         | セネブエフ(Sonbef)                                        | セメンカラー                                 |
| 第13王朝                        | 前1796年頃                | ネリカラー(Nerikare)                                      |                                              |
| 第13王朝                        | 前1796年頃? - 1793年頃?   | アメンエムハト5世(Sekhemkare)                             |                                              |
| 第13王朝                        | 前1793年頃? - 1791年頃?   | アメニ・ケマウ(Ameny Qemau)                               |                                              |
| 第13王朝                        | 前1791 - 1788年頃         | サホルネジュヒルイオテフ(Hotepibre)                       | ヘテプイブラー                               |
| 第13王朝                        | 前1788年頃                | イウフニ(Iufni)                                           |                                              |
| 第13王朝                        | 前1788年頃 - 1785年頃     | アメンエムハト6世(Amenemhet VI)                           | スアンクイブラー                             |
| 第13王朝                        | 前1785年頃 - 1783年頃     | ネブヌイ(Semenkare Nebnuni)                               | セメンカラー                                 |
| 第13王朝                        | 前1783年頃 - 1781年頃     | セヘテプイブラー(Sehetepibre)                             |                                              |
| 第13王朝                        | 前1781年頃                | セワジカラー(Sewadjkare)                                  |                                              |
| 第13王朝                        | 前1780年頃                | ネジェムイブラー(Nedjemibre)                              |                                              |
| 第13王朝                        | 前1780 - 1777年頃         | セベクヘテプ2世(Sobekhotep II)                            | カーアンクラー                               |
| 第13王朝                        | 前1777年頃                | レヌセネブ(Renseneb)                                      |                                              |
| 第13王朝                        | 前1777 - 1775年頃         | ホル(Hor)                                                 | アウイブラー                                 |
| 第13王朝                        | 前1775 - 1772年頃         | カバウ(Sekhemrekhutawy Khabaw)                            | セケムラークタウィ                           |
| 第13王朝                        | 前1772 - 1770年頃         | ジェドケペルウ(Djedkheperew)                              |                                              |
| 第13王朝                        | セブカイ(Sebkay)          |                                                           |                                              |
| 第13王朝                        | 前1769年頃 - 1766年頃     | アメンエムハト7世(Sedjefakare)                            | セドジェファカラー                           |
| 第13王朝                        | 前1766年頃 – 前1764年頃   | ウガエフ(Khutawyre Wegaf)                                 | クタウィラー                                 |
| 第13王朝                        | 前1764年頃 - 前1759年頃   | ケンジェル(Khendjer)                                      | ウセルカラー                                 |
| 第13王朝                        | 前1759年頃 - ?            | イマイラメシャウ(Imyremeshaw)                             | セメンクカラー                               |
| 第13王朝                        |                           | アンテフ4世(Intef IV)                                     | セヘテプカラー                               |
| 第13王朝                        | ? - 前1745頃              | セティ(Seth Meribre)                                      | メリイブラー                                 |
| 第13王朝                        | 前1749年頃 - 1742年頃     | セベクヘテプ3世(Sobekhotep III)                           | セケムラー・セワジタウイ                     |
| 第13王朝                        | 前1742年頃 - 1731年頃     | ネフェルヘテプ1世(Neferhotep I)                           |                                              |
| 第13王朝                        | 1731年頃                  | サハトホル(Menwadjre Sihathor)                            | メンジワラー                                 |
| 第13王朝                        | 前1730年頃 - 1720年頃     | セベクヘテプ4世(Sobekhotep IV)                            | カーネフェルラー                             |
| 第13王朝                        | 前1720年頃 - 1717年頃     | セベクヘテプ5世(Sobekhotep V)                             | メルヘテプラー                               |
| 第13王朝                        | 前1717年頃 - 1712年頃     | セベクヘテプ6世(Sobekhotep VI)                            | カーヘテプラー                               |
| 第13王朝                        | 前1712年頃 - 1701年頃     | イアイブ(Wahibre Ibiau)                                   | ワフイブラー                                 |
| 第13王朝                        | 前1701年頃 - 1677年頃     | アイ（Ay)                                                 | メルネフェルラー                             |
| 第13王朝                        | 前1677年頃 - 1675年頃     | イニ1世(Ini I)                                            |                                              |
| 第13王朝                        | 前1675年頃 - 1672年頃     | セワジュトゥ(Sankhenre Sewadjtu)                          | スアンクエンラー                             |
| 第13王朝                        | 前1672年頃 - 1669年頃     | イネド(Mersekhemre Ined)                                  | メルセケムラー                               |
| 第13王朝                        | 前1669年頃 - 1664年頃     | ホリ(Sewadjkare Hori)                                     | スワジカラー                                 |
| 第13王朝                        | 前1664年頃 - 1662年頃     | セベクヘテプ7世(Sobekhotep VII)                           | メルカウラー                                 |
| 第13王朝                        |                           | ネフェルヘテプ2世(Neferhotep II)                          | セケムラー・スアンクタウイ                   |
| 第13王朝                        |                           | メンチュヘテプ5世(Mentuhotep V)                           | スワジエラー                                 |
| 第13王朝                        |                           | イニ2世(Ini II)                                           | メルシェプセスラー                           |
| 第14王朝?                       | 前1805年頃 - 1780年頃     | ヤクビム                                                  | セカエンラー                                 |
| 第14王朝?                       | 前1780年頃 - 1770年頃     | ヨアム                                                    | ヌブウセルラー                               |
| 第14王朝?                       | 前1670年頃 - 1660年頃     | クァレフ                                                  | カーウセルラー                               |
| 第14王朝?                       | 前1660年頃 - 1645年頃     | アムゥ                                                    | アアヘテプラー                               |
| 第14王朝?                       | 前1645年頃 - 1605年頃     | シェシ                                                    | マアイブラー                                 |
| 第14王朝 (カナン系王朝)         | 前1605年頃                | ネヘシ(Nehesy)                                            | アアセフラー                                 |
| 第14王朝 (カナン系王朝)         | ?                         |                                                           | カーケレウラー                               |
| 第14王朝 (カナン系王朝)         | ?                         |                                                           | ネブエファウラー                             |
| 第14王朝 (カナン系王朝)         | ?                         |                                                           | セヘブラー                                   |
| 第14王朝 (カナン系王朝)         | ?                         |                                                           | メルジェファラー                             |
| 第14王朝 (カナン系王朝)         | ?                         |                                                           | セファジカラー3世                            |
| 第14王朝 (カナン系王朝)         | ?                         |                                                           | ネブジェファラー                             |
| 第14王朝 (カナン系王朝)         | ?                         |                                                           |                                              |
| 第14王朝 (カナン系王朝)         | ?                         |                                                           | アウイブラー                                 |
| 第14王朝 (カナン系王朝)         | ?                         |                                                           | ヘルイブラー                                 |
| 第14王朝 (カナン系王朝)         | ?                         |                                                           | ネブセンラー                                 |
| 第14王朝 (カナン系王朝)         | ?                         |                                                           | ジェドケレウラー                             |
| 第14王朝 (カナン系王朝)         | ?                         |                                                           |                                              |
| 第14王朝 (カナン系王朝)         | ?                         |                                                           | スアンクイブラー2世                          |
| 第14王朝 (カナン系王朝)         | ?                         |                                                           | カーケムウラー                               |
| 第14王朝 (カナン系王朝)         | ?                         |                                                           | ネフェルイブラー                             |
| 第14王朝 (カナン系王朝)         | ?                         |                                                           | カカラー                                     |
| 第14王朝 (カナン系王朝)         | ?                         |                                                           | アカラー                                     |
| 第14王朝 (カナン系王朝)         | ?                         |                                                           | セメンエンラー                               |
| 第14王朝 (カナン系王朝)         | ?                         |                                                           | ジェドカラー                                 |
| 第14王朝 (カナン系王朝)         | ?                         | ベブネム(Bebnum)                                          |                                              |
| 第15王朝 (ヒクソス朝)           | 前1668年頃 - 1652年頃     | セムケン(Semqen) /サリティス?(Salitis) /シャレク?(Sharek) |                                              |
| 第15王朝 (ヒクソス朝)           | アペル=アナティ(Aperanat) |                                                           |                                              |
| 第15王朝 (ヒクソス朝)           | サキル=ハル(Sakir-Har)    |                                                           |                                              |
| 第15王朝 (ヒクソス朝)           | 前1610年頃 - 1580年頃     | キアン(Khyan)                                             | セウセルエンラー                             |
| 第15王朝 (ヒクソス朝)           | ヤナスイ(Yanassy)         |                                                           |                                              |
| 第15王朝 (ヒクソス朝)           | 前1580年頃 - 1540年頃     | アペピ1世(Apepi I)                                        | ネブケペルラー /アケンエンラー /アウセルラー |
| 第15王朝 (ヒクソス朝)           | 前1540年頃? - 1530年頃?   | カムディ(Khamudi)                                         |                                              |
| 系統不明                        |                           | ヤコブヘル(Yakubher)                                      | メルウセルラー                               |
| 系統不明                        | ?                         | アナテル(Anather)                                         | －                                           |
| 系統不明                        | ?                         | ヤコブアアム(Yakobaam)                                    | －                                           |
| 第16王朝 /第17王朝前期 (テーベ) | 前1648年頃 - 1645年頃     | ジェフウティ(Djehuti)                                     | セメンタウィ                                 |
| 第16王朝 /第17王朝前期 (テーベ) | 前1645年頃 - 1629年頃     | セベクヘテプ8世(Sobekhotep VIII)                          | セケムラー・セウセルタウィ                   |
| 第16王朝 /第17王朝前期 (テーベ) | 前1629年頃 - 1628年頃     | ネフェルヘテプ3世(Neferhotep III)                         | セケムラー・スアンクタウィ                   |
| 第16王朝 /第17王朝前期 (テーベ) | 前1628年頃 - 1627年頃     | メンチュヘテプ6世/メンチュホテプイ(Mentuhotepi)           | セアンクエンラー                             |
| 第16王朝 /第17王朝前期 (テーベ) | 前1627年頃 - 1601年頃     | ネブイリアウ1世(Nebiryraw I)                              | スワジエンラー                               |
| 第16王朝 /第17王朝前期 (テーベ) | 前1601年頃                | ネブイリアウ2世(Nebiriau II)                              |                                              |
| 第16王朝 /第17王朝前期 (テーベ) | 前1601年頃 - 前1600年頃   | セムエンラー(Semenre)                                     |                                              |
| 第16王朝 /第17王朝前期 (テーベ) | 前1600年頃 - 1588年頃     | ベビアンクウ(Bebiankh)                                    | セウセルエンラー                             |
| 第16王朝 /第17王朝前期 (テーベ) | 前1588年頃 - 1587         | シェドウアセト(Shedwast)                                  | セケムラー                                   |
| 第16王朝 /第17王朝前期 (テーベ) | 1587 – 1586               | デドゥメス1世(Dedumose I)                                 | ジェドヘテプラー                             |
| 第16王朝 /第17王朝前期 (テーベ) |                           | デドゥメス2世(Dedumose II)                                | ジェドネフェルラー                           |
| 第16王朝 /第17王朝前期 (テーベ) |                           | メンチュエムサフ(Montemsaf)                               | ジェドアンクラー                             |
| 第16王朝 /第17王朝前期 (テーベ) |                           | メンチュヘテプ7世(Mentuhotep VII)                         | メルアンクラー                               |
| 第16王朝 /第17王朝前期 (テーベ) |                           | センウセレト4世(Senusret IV)                              | スネフェルイブラー                           |
| 第17王朝 (テーベ)               | 前1580年頃 - 1576年頃     | ラーヘテプ(Rahotep)                                       | ウアカウ                                     |
| 第17王朝 (テーベ)               | 前1576年頃 - 1573年頃     | セベクエムサフ1世(Sobekemsaf I)                           | セケムラー・シェドタウイ                     |
| 第17王朝 (テーベ)               | 前1573年頃 - 1571年頃     | アンテフ5世(Sekhemre-Wepmaat Intef)                       | ウェプマアト                                 |
| 第17王朝 (テーベ)               | 前1571年頃 - 1566年頃     | アンテフ6世(Nubkheperre Intef)                            | ネブケペルラー                               |
| 第17王朝 (テーベ)               | 1568年頃                  | アンテフ7世(Sekhemre-Heruhirmaat Intef)                   | ヘルウヘルマアト                             |
| 第17王朝 (テーベ)               | 前1566年頃 - 1559年頃     | セベクエムサフ2世(Sobekemsaf II)                          | ウアジカウ                                   |
| 第17王朝 (テーベ)               | 前1559年頃 - 1558年頃     | イアフメス/タア1世(Senakhtenre Tao I)                     | セナクトエンラー                             |
| 第17王朝 (テーベ)               | 前1558年頃 - 1554年頃     | タア2世(Seqenenre Tao II)                                 | セケンエンラー                               |
| 第17王朝 (テーベ)               | 前1554年頃 - 1549年頃     | カーメス(Kamose)                                          | ウアジケペルラー                             |

## 新王国時代
ヒクソスが追放され、国土が再統一されると、エジプトは史上最も繁栄した時代を迎える。
トトメス1世、3世をはじめとする軍事に秀でた王たちは対外遠征を繰り返し、幾つもの小国を宗主下に置いた。その結果、エジプトは広大な領土を抱えるオリエント随一の大国となり、北のヒッタイトやメソポタミア諸国とも覇を競った。同盟国からは多大な富や資源がもたらされ、それらを元手に王たちは神々を讃えて盛んに寄進事業を行った。しかし、この行為がやがて寺社勢力の増大を招き、政治は次第に王家と神官団の駆け引きの様相を呈した。アメンヘテプ4世は国家主神の座をすげ替える宗教改革を断行し神官団への牽制を図ったものの、十分な成果を得られないまま頓挫し、後継者のツタンカーメンが若くして没すると王統も途絶えた。
軍隊の支持を集めて即位したホルエムヘブは低下した国力と威信の回復に努め、続く第19王朝の王たちも軍事に力を注いだ。ラムセス2世の代にはヒッタイトとの間に史上初の和平条約を締結され、国際的な秩序が確立した。ラムセス2世の70年近い治世はエジプト史上における黄金期となり、アブ・シンベル神殿をはじめ古代エジプトを代表する建築物の多くがこの時代に築かれた。
紀元前1200年頃、オリエント全域で災害や気候変動が相次ぎ、それに伴う民族移動の余波を受けて国際秩序は崩壊、エジプトも動揺に巻き込まれていく。近隣の大国が相次いで滅亡する中、エジプトはラムセス3世の手腕で国家の崩壊自体は食い止められたものの、対外的な影響力は喪失し、衰退が決定的となった。短期間でファラオが交代し、王権が求心力を失うにつれ、神官団は公然と国政に介入するようになり、遂には事実上の君主として上エジプトの所領を統治するようになる。こうして生じた権力の分立はもはや解消されず、第20王朝が途絶えると繁栄の時代は終わった。
| 王朝名   | 在位（年）                          | 王名（英字表記）                 | 即位名                                       |
| -------- | ----------------------------------- | -------------------------------- | -------------------------------------------- |
| 第18王朝 | 前1550 - 1525年頃                   | イアフメス1世（Ahmose I）        | ネブペフティラー                             |
| 第18王朝 | 前1525 - 1504年頃                   | アメンヘテプ1世(Amenhotep I)     | ジェセルカラー                               |
| 第18王朝 | 前1506 - 1492年頃                   | トトメス1世(Thutmose I)          | アアケペルカラー                             |
| 第18王朝 | 前1592 - 1579年頃                   | トトメス2世(Thutmose II)         | アアケペルエンラー                           |
| 第18王朝 | 前1498 - 1483年頃                   | ハトシェプスト(女王)(Hatshepsut) | マアトカラー                                 |
| 第18王朝 | 前1479 - 1425年頃                   | トトメス3世(Thutmose III)        | メンケペルラー                               |
| 第18王朝 | 前1427 - 1397年頃 前1427 - 1401年頃 | アメンヘテプ2世(Amenhotep II)    | アアケペルウラー                             |
| 第18王朝 | 前1397 - 1388年頃 前1401 - 1391年頃 | トトメス4世(Thutmose IV)         | メンケペルウラー                             |
| 第18王朝 | 前1388 - 1351年頃 前1391 - 1353年頃 | アメンヘテプ3世(Amenhotep III)   | ネブマアトラー                               |
| 第18王朝 | 前1351 - 1334年頃 前1353 - 1336年頃 | アメンヘテプ4世(Amenhotep IV)    | ネフェルケペルウラー                         |
| 第18王朝 | 前1336 - 1334年頃                   | スメンクカラー(Smenkhkare)       | アンクケペルウラー                           |
| 第18王朝 | 前1334 - 1325年頃                   | ツタンカーメン(Tutankhamun)      | ネブケペルウラー                             |
| 第18王朝 | 前1325 - 1321年頃                   | アイ(Ay)                         | ケペルケペルウラー                           |
| 第18王朝 | 前1321 - 1293年頃 前1306 - 1293年頃 | ホルエムヘブ(Horemheb)           | ジェセルケペルウラー・セテプエンラー         |
| 第19王朝 | 前1293 - 1291年頃                   | ラムセス1世(Ramesses I)          | メンペフティラー                             |
| 第19王朝 | 前1291 - 1278年頃                   | セティ1世(Seti I)                | メンマアトラー                               |
| 第19王朝 | 前1279 - 1212年頃                   | ラムセス2世(Ramesses II)         | ウセルマアトラー・セテプエンラー             |
| 第19王朝 | 前1212 - 1202年頃                   | メルエンプタハ(Merneptah)        | バエンラー・メリネチェル                     |
| 第19王朝 | 前1202 - 1199年頃                   | アメンメセス(Amenmesse)          | メンミラー・セテプエンラー                   |
| 第19王朝 | 前1199 - 1193年頃                   | セティ2世(Seti II)               | ウセルケペルウラー・セテプエンラー           |
| 第19王朝 | 前1193 - 1187年頃                   | サプタハ(Siptah)                 | アクエンラー・セテプエンラー                 |
| 第19王朝 | 前1187 - 1185年頃                   | タウセルト(女王)(Twosret)        | サトラー・メリアメン                         |
| 第20王朝 | 前1185 - 1182年頃                   | セトナクト(Setnakhte)            | ウセルカラー・セテプエンラー                 |
| 第20王朝 | 前1182 - 1151年頃                   | ラメセス3世(Ramesses III)        | ウセルマアトラー・メリアメン                 |
| 第20王朝 | 前1151 - 1145年頃                   | ラメセス4世(Ramesses IV)         | ヘカマアトラー                               |
| 第20王朝 | 前1145 - 1141年頃                   | ラメセス5世(Ramesses V)          | ウセルマアトラー                             |
| 第20王朝 | 前1141 - 1133年頃                   | ラメセス6世(Ramesses VI)         | ネブマアトラー・メリアメン                   |
| 第20王朝 | 前1133 - 1126年頃                   | ラメセス7世(Ramesses VII)        | ウセルマアトラー・メリアメン・セテプエンラー |
| 第20王朝 | 前1133 - 1126年頃                   | ラメセス8世(Ramesses VIII)       | ウセルマアトラー・アクエンアメン             |
| 第20王朝 | 前1126 - 1108年頃                   | ラメセス9世(Ramesses IX)         | ネフェルカラー・セテプエンラー               |
| 第20王朝 | 前1108 - 1098年頃                   | ラメセス10世(Ramesses X)         | ケペルマアトラー                             |
| 第20王朝 | 前1098 - 1070年頃                   | ラメセス11世(Ramesses XI)        | メンマアトラー・セテプエンプタハ             |

## 第3中間期
国力の減退したエジプトは統一と分裂を繰り返す三度目の動乱期を迎える。この時代は過去二度の中間期と比較すると国内外で史料が多く残されているため、政治権力の変移が詳しく復元されている。
王権を引き継いだ第21王朝は暫くの間、南部の神官勢力と国内を二分し、過去の王たちの建築資材や宝物を流用するなどして辛うじて威光を保っていた。こうした混迷は1世紀程の時間をかけて徐々に収束し、両勢力間で進められた婚姻政策によって政治権力は統合に向かった。また、この時代には第19王朝時代からエジプトに流入し始めたリビア系移民の子孫が要職に就くようになる。その内の一人であるシェションク1世は第21王朝の王女の夫となって王位継承権を獲得し、第22王朝を開いた。
シェションク1世は親族を大司祭に据えて国内の再統一を達成した上、隣国イスラエルに侵攻する等、大国エジプトの外的な威信を回復させる事に成功した。リビア王家は血族の結び付きを重んじ、シェションク1世の後継者たちも地方の権力者との婚姻を積極的に行うことで、親族に取り込んでいった。しかし、これは多数の傍流を生み出す結果に繋がり、王が亡くなる度に後継者を巡る争いが起こる要因にもなった。そのため王家は内紛に忙殺されるようになり、やがて離反した傍流の一つが第23王朝を興すと、多くの外戚もそれに続いた。また第24王朝など、縁戚を持たない諸侯の中にも独立するものがいた。
| 王朝名                                                       | 在位（年）                           | 王名（英字表記）                                     | 即位名                                         |
| ------------------------------------------------------------ | ------------------------------------ | ---------------------------------------------------- | ---------------------------------------------- |
| 大司祭国家 (テーベ)                                          | 前1080 - 1074年頃                    | ヘリホル(Herihor)                                    | ヘムネチェルテピエンアメン                     |
| 大司祭国家 (テーベ)                                          | 前1074 - 1070年頃                    | ピアンキ(Piankh)                                     | －                                             |
| 大司祭国家 (テーベ)                                          | 前1070 - 1032年頃                    | パネジェム1世(Pinedjem I)                            | カーケペルラー・セテプエンアメン               |
| 大司祭国家 (テーベ)                                          | 前1054 - 1046年頃                    | マサハルタ(Masaharta)                                | －                                             |
| 大司祭国家 (テーベ)                                          | 前1046 - 1045年頃                    | ジェドコンスエフアンクウ(Djedkhonsuefankh)           | －                                             |
| 大司祭国家 (テーベ)                                          | 前1045 - 992年頃                     | メンケペルラー(Menkheperre)                          | ヘムネチェルテピエンアメン                     |
| 大司祭国家 (テーベ)                                          | 前992 - 990年頃                      | スメンデス2世/ネスバネブジェド2世(Smendes II)        | －                                             |
| 大司祭国家 (テーベ)                                          | 前990 - 969年頃                      | パネジェム2世(Pinedjem II)                           | カーケペルラー・セテプエンアメン               |
| 大司祭国家 (テーベ)                                          | 前969 - 945年頃                      | プスセンネス3世/パセブカエムニウト3世(Psusennes III) | －                                             |
| 第21王朝 (タニス)                                            | 前1069 - 1043年頃                    | スメンデス1世/ネスバネブジェド1世(Smendes I)         | ヘジケペルラー・セテプエンラー                 |
| 第21王朝 (タニス)                                            | 前1043 - 1039年頃                    | アメンエムニスウ(Amenemnisu)                         | ネフェルカラー                                 |
| 第21王朝 (タニス)                                            | 前1039 - 991年頃                     | プスセンネス1世/パセブカエムニウト1世(Psusennes I)   | アアケペルラー・セテプエンアメン               |
| 第21王朝 (タニス)                                            | 前993 - 984年頃                      | アメンエムオペト(Amenemope)                          | ウセルマアトラー・メリアメン・セテプエンアメン |
| 第21王朝 (タニス)                                            | 前984 - 978年頃                      | 大オソルコン(Osorkon the Elder)                      | アアケペルラー・セテプエンラー                 |
| 第21王朝 (タニス)                                            | 前978 - 959年頃                      | サアメン(Siamun)                                     | ネチェルケペルラー・セテプエンアメン           |
| 第21王朝 (タニス)                                            | 前959 - 945年頃                      | プスセンネス2世/パセブカエムニウト2世(Psusennes II)  | ティトケペルウラー・セテプエンラー             |
| 第22王朝 (ブバスティス) (リビア朝)                           | 前945 - 前922年頃                    | シェションク1世(Sheshonk I)                          | ヘジケペルラー・セテプエンラー                 |
| 第22王朝 (ブバスティス) (リビア朝)                           | 前922 - 前887年頃                    | オソルコン1世(Osorkon I)                             | セケムケペルラー                               |
| 第22王朝 (ブバスティス) (リビア朝)                           | 前887 - 前885年頃                    | シェションク2世(Sheshonk II)                         | ヘカケペルラー・セテプエンラー                 |
| 第22王朝 (ブバスティス) (リビア朝)                           | 前885 - 前872年頃                    | タケロト1世(Takelot I)                               | ウセルマアトラー・セテプエンラー               |
| 第22王朝 (ブバスティス) (リビア朝)                           | 前872 - 837年頃                      | オソルコン2世（Osorkon II)                           | ウセルマアトラー・セテプエンアメン             |
| 第22王朝 (ブバスティス) (リビア朝)                           | 前837 - 798年頃                      | シェションク3世(Sheshonk III)                        | ウセルマアトラー・セテプエンラー               |
| 第22王朝 (ブバスティス) (リビア朝)                           | 前798 - 前785年頃                    | シェションク4世(Sheshonq IV)                         | ヘジュケペルラー・セテプエンラー               |
| 第22王朝 (ブバスティス) (リビア朝)                           | 前785 - 778年頃                      | パミ(Pami)                                           | ウセルマアトラー・セテプエンアメン             |
| 第22王朝 (ブバスティス) (リビア朝)                           | 前778 - 前740年頃                    | シェションク5世(Shoshenq V)                          | アアケペルラー                                 |
| 第22王朝 (ブバスティス) (リビア朝)                           | 前740 - 前730年頃                    | ペディバステト2世(Pedubast II)                       | セヘテプイブエンラー                           |
| 第22王朝 (ブバスティス) (リビア朝)                           | 前730 - 716年頃                      | オソルコン4世(Osorkon IV)                            | アアケペルラー・セテプエンアメン               |
| 第23王朝 (テーベ ヘラクレオポリス レオントポリス) (リビア朝) |                                      |                                                      |                                                |
| 前880 - 860年頃                                              | ハルスィエセ(Harsiese)               | ヘジケペルラー・セテプエンアメン                     |                                                |
| 前840 - 815年頃                                              | タケロト2世(Takelot II)              | ヘジケペルラー・セテプエンラー                       |                                                |
| 前829 - 804年頃                                              | ペディバステト1世(Pedubast I)        | ウセルマアトラー・セテプエンアメン                   |                                                |
| 前829 - 804年頃                                              | イウプト1世(Iuput)                   | ウセルマアトラー                                     |                                                |
| 前804 - 798年頃                                              | シェションク6世(Sheshonq VI)         | ウセルマアトラー・メリアメン                         |                                                |
| 前798 - 769年頃                                              | オソルコン3世(Osorkon III)           | ウセルマアトラー・セテプエンアメン                   |                                                |
| 前774 - 759年頃                                              | タケロト3世(Takelot III)             | ウセルマアトラー                                     |                                                |
| 前759 - 755年頃                                              | ルドアメン(Rudamun)                  | ウセルマアトラー・セテプエンアメン                   |                                                |
| 前755 - 750年頃                                              | イニ(Ini)                            | ウセルマアトラー                                     |                                                |
| 前754 - 720年頃                                              | ペフチャウアバステト(Peftjauawybast) | ネフェルカラー                                       |                                                |
| 前754 - 前715年頃                                            | イウプト2世(Iuput II)                | ウセルマートラー                                     |                                                |
| ヘルモポリス                                                 | 前754 - 725年頃                      | ニムロト(Nimlot)                                     |                                                |
| 第24王朝 (サイス朝)                                          | 前727 - 720年頃                      | テフナクト(Tefnakht)                                 | シェプセスラー                                 |
| 第24王朝 (サイス朝)                                          | 前720 - 715年頃                      | バクエンレネフ(Bakenranef)                           | ウアフカラー                                   |

## 末期王朝時代
エジプト北部でいくつもの小勢力が分立する一方、南方のヌビアではエジプトの先進的文化を吸収して発達した部族の中から強固な王権を有する勢力が興隆する。
ナパタを本拠地とするこのクシュ王国はやがて上エジプトの諸侯を支配下に置くと、荒廃したかつての宗主国の再建者を自認するようになった。
ピイェ王の治世中、クシュは北進を開始しテフナクトの第24王朝を盟主とする北方諸侯の連合軍との戦線が開かれる。結果、勝利を納めたクシュはエジプトの再統一を達成し、第25王朝を確立した。
ヌビア王の統治下では長年の争乱の影響か、古王国時代の文化に回帰しようとする風潮が現れた。
| 王朝名                       | 在位（年）      | 王名（英字表記）                            | 即位名                                 |
| ---------------------------- | --------------- | ------------------------------------------- | -------------------------------------- |
| 第25王朝 (ヌビア朝)          | 前747 - 716年頃 | ピアンキ(Piankhi)                           | メンケペルラー                         |
| 第25王朝 (ヌビア朝)          | 前716 - 702年頃 | シャバカ(Shabaka)                           | ネフェルカラー                         |
| 第25王朝 (ヌビア朝)          | 前702 - 690年頃 | シャバタカ(Shebitku)                        | ジェドカウラー                         |
| 第25王朝 (ヌビア朝)          | 前690 - 664年頃 | タハルカ(Taharqa)                           | ネフェルテムクラー                     |
| 第25王朝 (ヌビア朝)          | 前664 - 656年頃 | タヌトアメン(Tanutamun)                     | バカラー                               |
| 第26王朝 (サイス朝)          | 前664 - 610年   | プサムテク1世(Psamtik I)                    | ウアフイブラー                         |
| 第26王朝 (サイス朝)          | 前610 - 595年   | ネカウ2世(Necho II)                         | ウアフエムイブラー                     |
| 第26王朝 (サイス朝)          | 前595 - 589年   | プサムテク2世(Psamtik II)                   | ネフェルイブラー                       |
| 第26王朝 (サイス朝)          | 前589 - 570年   | ウアフイブラー(Wahibre)                     | ハアイブラー                           |
| 第26王朝 (サイス朝)          | 前570 - 526年   | アマシス2世(Ahmose II)                      | クヌムイブラー                         |
| 第26王朝 (サイス朝)          | 前526 - 525年   | プサムテク3世(Psamtik III)                  | アンクカエンラー                       |
| 第27王朝 (第1次ペルシア支配) | 前525 - 522年   | カンビュセス2世(Cambyses II)                | メスウティラー                         |
| 第27王朝 (第1次ペルシア支配) | 前521 - 486年   | ダレイオス1世(Darius I)                     | セトゥトラー                           |
| 第27王朝 (第1次ペルシア支配) | 前485 - 465年   | クセルクセス(Xerxes)                        | －                                     |
| 第27王朝 (第1次ペルシア支配) | 前465 - 424年   | アルタクセルクセス1世(Artaxerxes I)         | －                                     |
| 第27王朝 (第1次ペルシア支配) | 前423 - 405年   | ダレイオス2世(Darius II)                    | －                                     |
| 第28王朝                     | 前404 - 399年   | アミルタイオス(Amyrtaeus)                   | －                                     |
| 第29王朝                     | 前399 - 393年   | ネフアアルド1世/ネフェリテス1世(Nefaarud I) | バエンラー・メリネチェル               |
| 第29王朝                     | 前393 - 380年   | ハコル/ハコリス(Hakor)                      | クヌムマアトラー                       |
| 第30王朝                     | 前380 - 362年   | ナクトネブエフ/ネクタネボ1世(Nekhtnebef)    | ケペルカラー                           |
| 第30王朝                     | 前362 - 360年   | ジェドホル(Djedhor)                         | イルマアトエンラー                     |
| 第30王朝                     | 前360 - 343年   | ナクトホルエブ/ネクタネボ2世(Nakhthoreb)    | セネジェブイブラー・セテフエンアンフル |
| 第31王朝(第2次ペルシア支配)  | 前343 - 338年   | アルタクセルクセス3世(Artaxerxes III)       | －                                     |
| 第31王朝(第2次ペルシア支配)  | 前338 - 336年   | アルタクセルクセス4世(Arses)                | －                                     |
| 第31王朝(第2次ペルシア支配)  | 前336 - 332年   | ダレイオス3世(Darius III)                   | －                                     |
| マケドニア王国支配           | 前332 - 323年   | アレクサンドロス大王(Alexander the Great)   | メリアメン・セテプエンラー             |
| マケドニア王国支配           | 前323 - 317年   | ピリッポス3世/アリダイオス(Arrhidaeus)      | メリアメン・セテプエンラー             |
| マケドニア王国支配           | 前317 - 305年   | アレクサンドロス4世(Alexander IV)           | ハアイブラー・セテプエンアメン         |

## プトレマイオス朝時代
| 王朝名           | 在位（年）                              | 王名（英字表記）                     | 即位名 |
| ---------------- | --------------------------------------- | ------------------------------------ | ------ |
| プトレマイオス朝 | 前305 - 282年                           | プトレマイオス1世(Ptolemy I)         | －     |
| プトレマイオス朝 | 前285 - 246年                           | プトレマイオス2世(Ptolemy II)        | －     |
| プトレマイオス朝 | 前246 - 222年                           | プトレマイオス3世(Ptolemy III)       | －     |
| プトレマイオス朝 | 前222 - 205年                           | プトレマイオス4世(Ptolemy IV)        | －     |
| プトレマイオス朝 | 前205 - 180年                           | プトレマイオス5世(Ptolemy V)         | －     |
| プトレマイオス朝 | 前180 - 164年 前163 - 145年             | プトレマイオス6世(Ptolemy VI)        | －     |
| プトレマイオス朝 | 前145年                                 | プトレマイオス7世(Ptolemy VII)       | －     |
| プトレマイオス朝 | 前170 - 163年 前145 - 116年             | プトレマイオス8世(Ptolemy VIII)      | －     |
| プトレマイオス朝 | 前116 - 110年 前109 - 107年 前88 - 80年 | プトレマイオス9世(Ptolemy IX)        | －     |
| プトレマイオス朝 | 前110 - 109年 前107 - 88年              | プトレマイオス10世(Ptolemy X)        | －     |
| プトレマイオス朝 | 前80年                                  | プトレマイオス11世(Ptolemy XI)       | －     |
| プトレマイオス朝 | 前80 - 58年 前55 - 51年                 | プトレマイオス12世(Ptolemy XII)      | －     |
| プトレマイオス朝 | 前58 - 55年                             | ベレニケ4世(女王)(Berenice IV)       | －     |
| プトレマイオス朝 | 前51 - 30年                             | クレオパトラ7世(女王)(Cleopatra VII) | －     |
| プトレマイオス朝 | 前36 - 30年                             | プトレマイオス15世(Ptolemy XV)       | －     |